# Prunella grandiflora
La prunella delle Alpi (nome scientifico Prunella grandiflora (L.) Scholler, 1775) è una piccola pianta perenne appartenente alla famiglia delle Lamiaceae.

## Etimologia
l nome generico (Prunella) deriva da una parola tedesca ("die Braune" o "die Breune") per indicare una infiammazione delle tonsille, una malattia per la cui cura in passato si usava questa pianta. In realtà il nome di questo genere inizialmente era Brunella, usato per la prima volta dal botanico francese Joseph Pitton de Tournefort (Aix-en-Provence, 5 giugno 1656 – Parigi, 28 dicembre 1708). È stato successivamente Linneo (1707 – 1778), conosciuto anche come Carl von Linné a modificare il nome del genere (non è spiegato il perché) in Prunella. L'epiteto specifico (grandiflora) significa "a grandi fiori", "con grande fioritura".
Il nome scientifico della specie è stato definito inizialmente da Linneo (1707 – 1778), conosciuto anche come Carl von Linné, biologo e scrittore svedese considerato il padre della moderna classificazione scientifica degli organismi viventi, successivamente perfezionato dal botanico e micologo tedesco Friedrich Adam Scholler (1718–1795) nella pubblicazione "Flora barbiensis. Lipsiae. - 140." del 1775.

## Descrizione

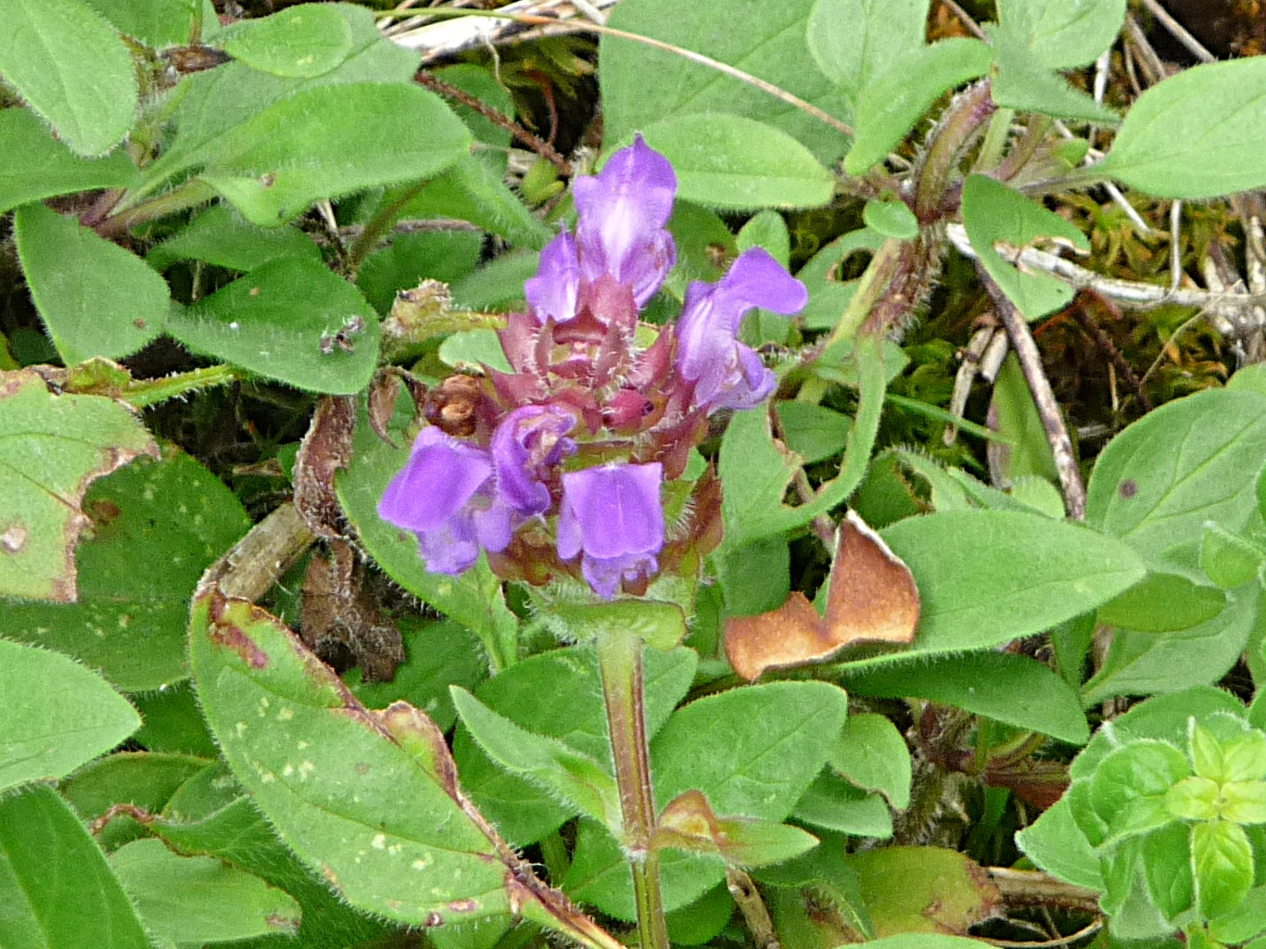
Il portamento

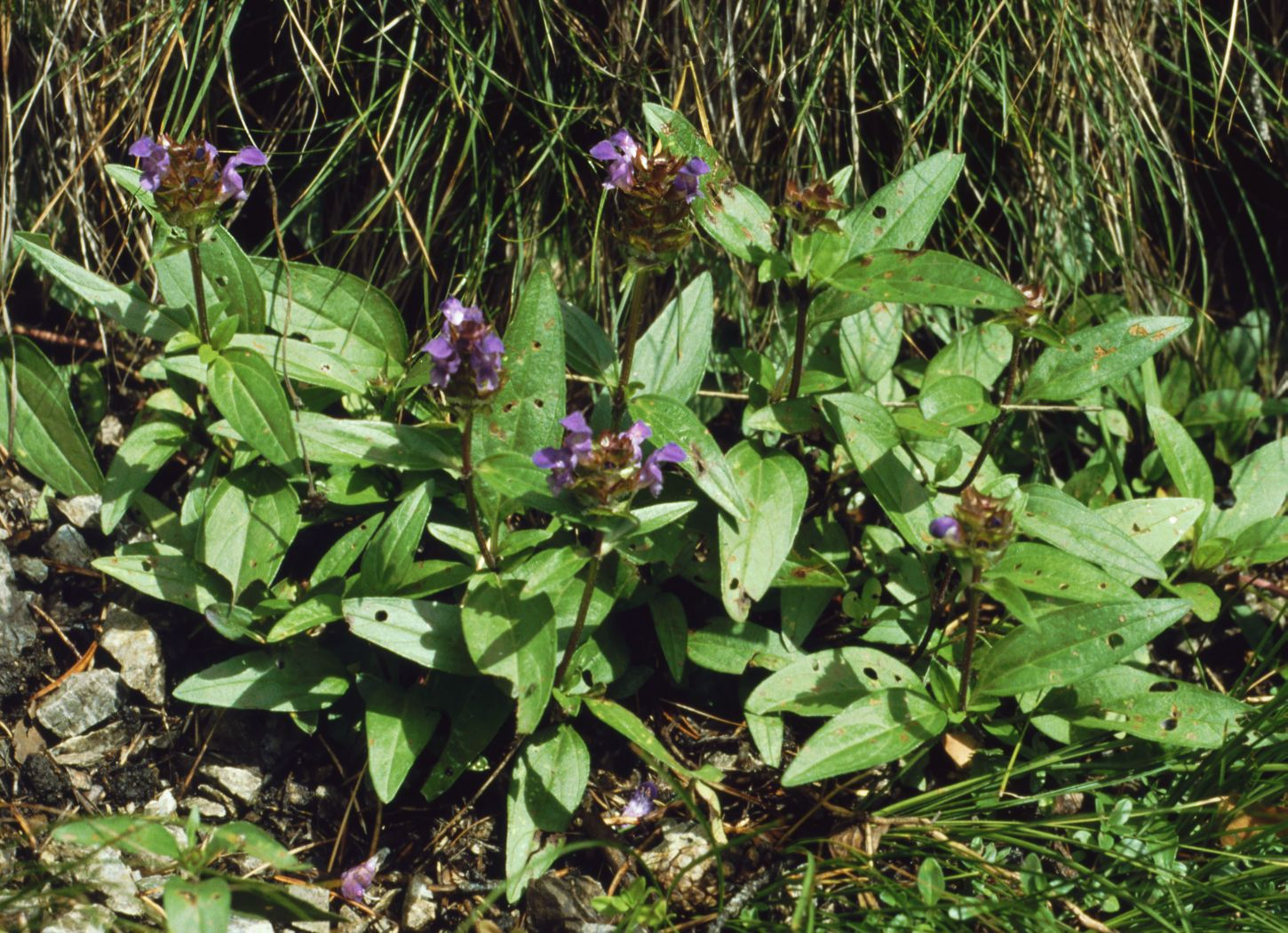
Le foglie

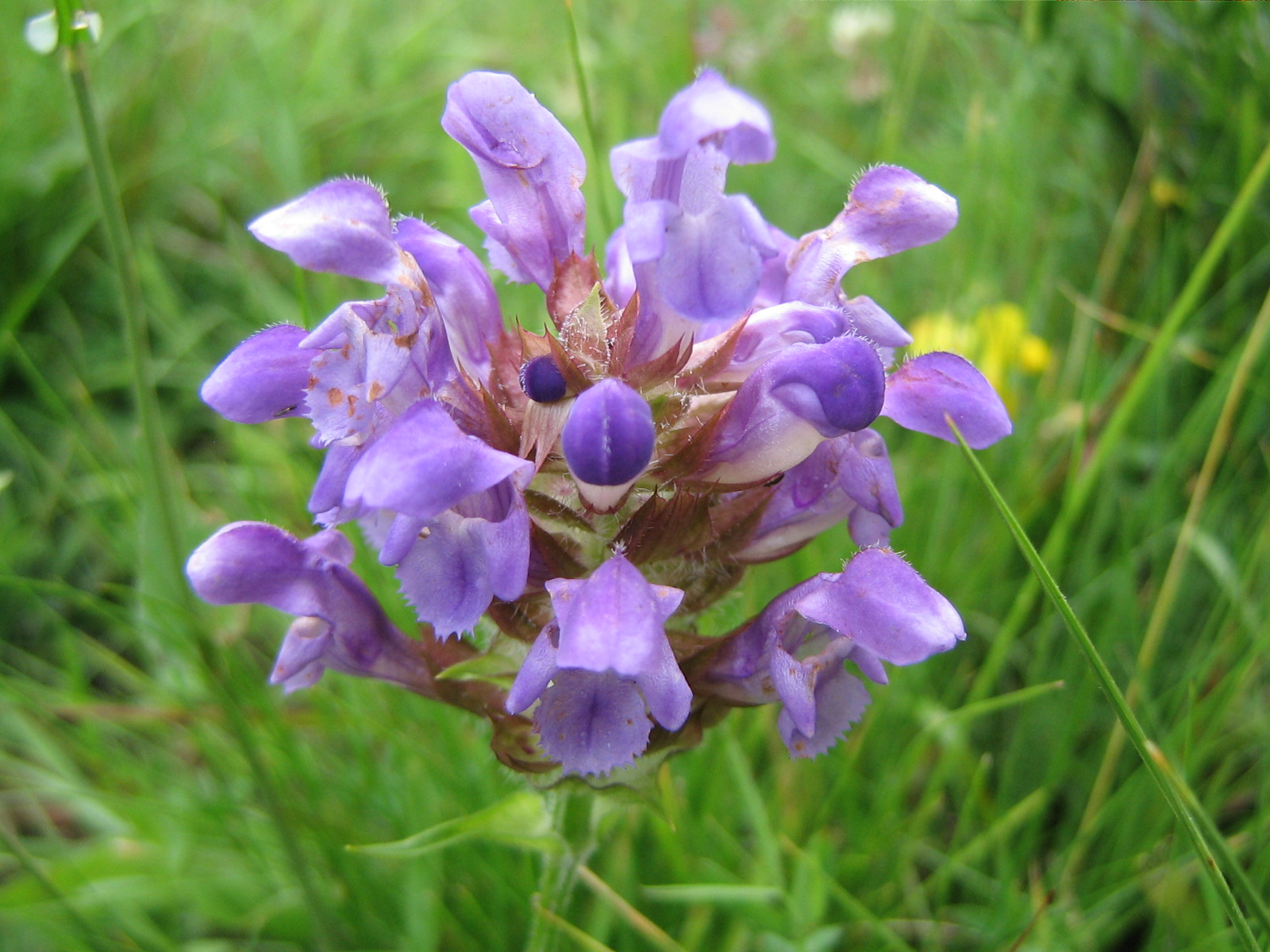
Infiorescenza

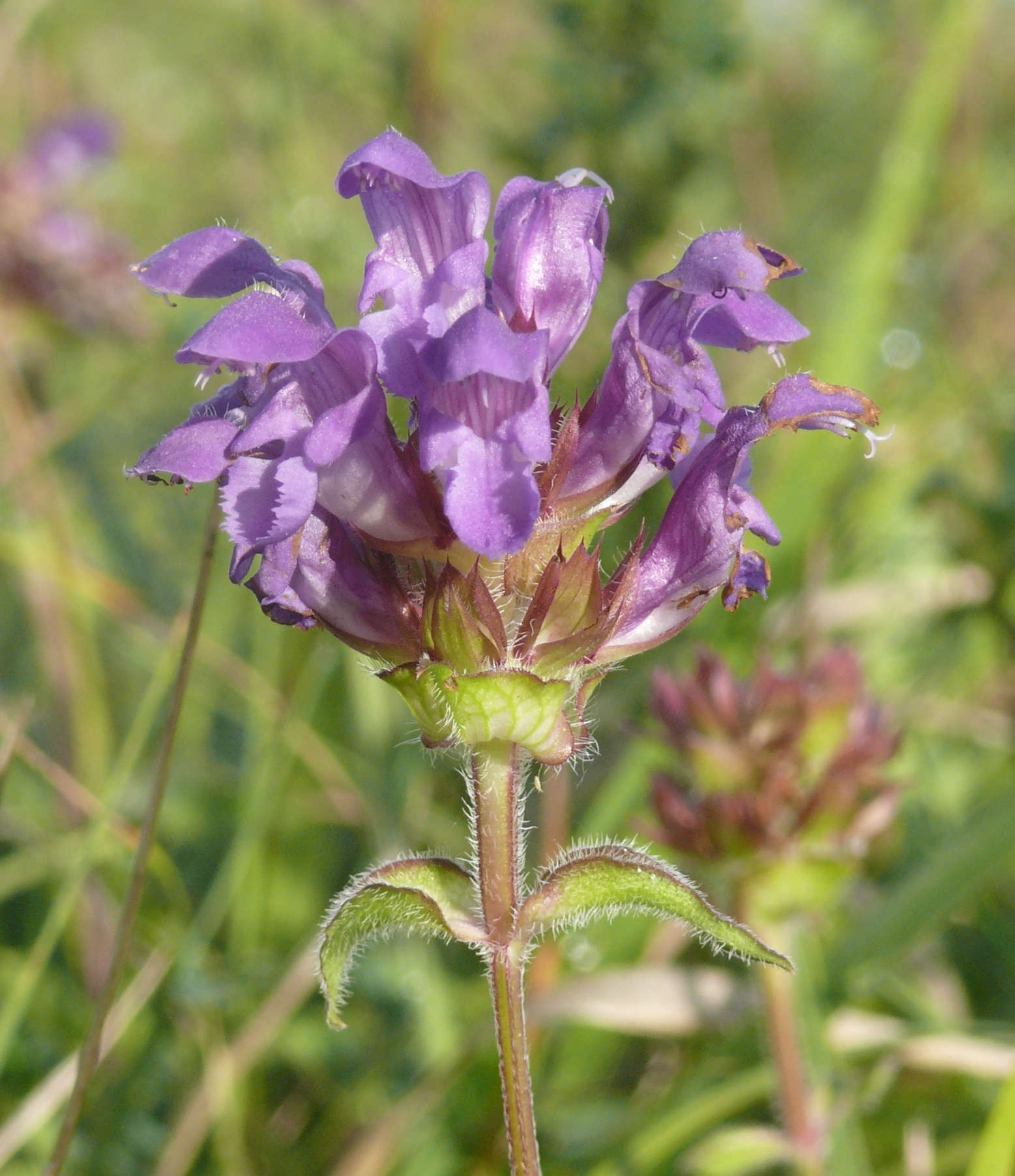
I fiori

Queste piante sono alte da 8 a 15 cm. La forma biologica è emicriptofita scaposa (H scap), ossia in generale sono piante erbacee, a ciclo biologico perenne, con gemme svernanti al livello del suolo e protette dalla lettiera o dalla neve e sono dotate di un asse fiorale eretto e spesso privo di foglie. Tutta la pianta è più o meno pubescente.

### Radici
Le radici consistono di molte radichette secondarie generate dal rizoma.

### Fusto
- Parte ipogea: è un rizoma orizzontale.
- Parte epigea: è villosa-pubescente, di colore brunastro quasi violaceo e fragile a portamento ascendente – eretto; la base può essere ramificata. La sezione del fusto è quadrangolare a causa della presenza di fasci di collenchima posti nei quattro vertici, mentre le quattro facce sono concave.

### Foglie
Le foglie hanno una forma ovata e si dividono in basali e cauline. A volte presentano il margine lievemente crenulato (o crenato) e cigliato; sono inoltre presenti delle nervature secondarie evidenti. Le foglie basali formano una rosetta e sono disposte a 2 – 6 paia e sono picciolate (picciolo da 1 – 3 cm). Le foglie cauline sono disposte in modo opposto e ogni verticillo è alternato rispetto al precedente; sono inoltre più brevemente picciolate (a volte sono sessili) e sono a due a due opposte; sono leggermente dentate e più lanceolate (oblunghe) di quelle basali. Le foglie cauline superiori sono distanziate di almeno 1 – 2 cm dalla base dell'infiorescenza. Dimensione delle foglie: lunghezza da 45 a 70 mm; larghezza da 20 a 24 mm. 

### Infiorescenza
L'infiorescenza è una spiga apicale oblunga di 4,5 cm: tutti i fiori sono addensati nell'estremità superiore del fusto. Caratteristici sono i verticilli delle numerose brattee violette che in modo embricato coprono i calici dei fiori. Alla base dell‘infiorescenza è presente una coppia di foglie opposte (brattee reniformi appuntite (appendice apicale sottile). Dimensione delle due brattee alla base della spiga : lunghezza 18 mm x 16 mm di larghezza.

### Fiore
I fiori sono ermafroditi, zigomorfi, tetrameri (4-ciclici), ossia con quattro verticilli (calice – corolla – androceo – gineceo) e pentameri (5-meri: la corolla e il calice - il perianzio - sono a 5 parti).
- Formula fiorale. Per la famiglia di queste piante viene indicata la seguente formula fiorale:

X, K (5), [C (2+3), A 2+2] G (2), (supero), 4 nucule
- Calice: il calice è gamosepalo e attinomorfo con peli patenti. È bilabiato col lobo superiore tridentato con diverse (10 - 13) venature irregolari e quello inferiore bidentato (questi denti sono lanceolati). Lunghezza del calice: 11 - 13 mm.

- Corolla: la corolla è zigomorfa, gamopetala di colore blu - violaceo o porpora (raramente bianca) e lunga, compreso tutto, fino a 24 - 26 mm. La forma è quella di un largo tubo ascendente, pubescente all'interno (è presente un anello di peli), e terminante con una struttura allargata e bilabiata: il labbro superiore è alto e più grande di quello inferiore, arcuato e bilobo; mentre quello inferiore pendulo è espanso e trilobo (il lobo centrale è più grande dei due laterali).

- Androceo: l'androceo possiede quattro stami didinami; a volte quelli posteriori sono più corti (quelli anteriori sono più lunghi). I filamenti sono glabri, sono adnati alla corolla, sono tutti paralleli e ascendenti sotto il labbro posteriore, sono incurvati in avanti ed emergono dalla corolla. Le antere hanno due teche con forme ellissoidi, distinte e divaricate o confluenti; le antere sono inoltre più o meno parallele ai filamenti. I granuli pollinici sono del tipo tricolpato o esacolpato. Il disco nettario non è lobato ed è ricco di sostanze zuccherine.

- Gineceo: l'ovario è supero formato da due carpelli saldati (ovario bicarpellare) ed è 4-loculare per la presenza di falsi setti divisori all'interno dei due carpelli. L'ovario è glabro. La placentazione è assile. Gli ovuli sono 4 (uno per ogni presunto loculo), hanno un tegumento e sono tenuinucellati (con la nocella, stadio primordiale dell'ovulo, ridotta a poche cellule). Lo stilo inserito alla base dell'ovario (stilo ginobasico) è del tipo filiforme. Lo stigma è bilobo con due lobi subulati oppure a 4 lobi corti e subuguali.

- Fioritura: da giugno a agosto.

### Frutti
Il frutto è uno schizocarpo (tetrachenio o in generale poliachenio) formato da quattro loculi e con diversi semi bruni.

## Riproduzione
- Impollinazione: l'impollinazione avviene tramite insetti (impollinazione entomogama).
- Riproduzione: la fecondazione avviene fondamentalmente tramite l'impollinazione dei fiori (vedi sopra).
- Dispersione: i semi cadendo a terra (dopo essere stati trasportati per alcuni metri dal vento per merito del pappo – disseminazione anemocora) sono successivamente dispersi soprattutto da insetti tipo formiche (disseminazione mirmecoria).

## Distribuzione e habitat

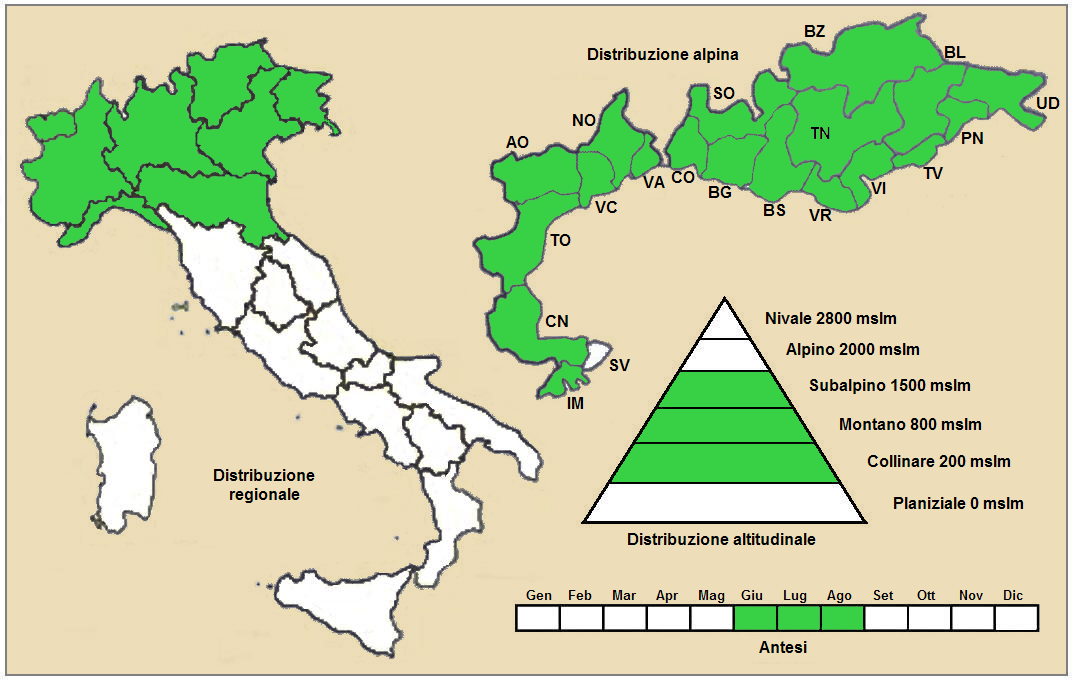
Distribuzione della pianta
(Distribuzione regionale – Distribuzione alpina)

- Geoelemento: il tipo corologico (area di origine) è Orofita - Sud Europeo o anche Ovest Asiatico.
- Distribuzione: in Italia è comune solamente al Nord sia in pianura che nelle Alpi (entrambi i versanti). Sugli altri rilievi europei collegati alle Alpi si trova nella Foresta Nera, Massiccio del Giura, Massiccio Centrale, Pirenei, Monti Balcani e Carpazi.[16] Nel resto dell'Europa è presente ovunque (esclusa la fascia nordica dall'Irlanda alla Russia). Si trova anche in Transcaucasia.[17]
- Habitat: l'habitat tipico per questa specie sono i pascoli subalpini, i prati e le selve. Il substrato preferito è calcareo ma anche calcareo/siliceo con pH basico/neutro, bassi valori nutrizionali del terreno che deve essere secco.[16]
- Distribuzione altitudinale: sui rilievi queste piante si possono trovare da 200 fino a 2.400 m s.l.m.; frequentano quindi i seguenti piani vegetazionali: collinare, montano e subalpino.

### Fitosociologia

#### Areale alpino
Dal punto di vista fitosociologico alpino Prunella grandiflora appartiene alla seguente comunità vegetale:
Formazione: delle comunità a emicriptofite e camefite delle praterie rase magre secche.
Classe: Festuco-Brometea.

#### Areale italiano
Per l'areale completo italiano Prunella grandiflora appartiene alla seguente comunità vegetale:
- Macrotipologia: vegetazione delle praterie.

- Classe: Festuco valesiacae-brometea erecti Br.-Bl. & Tüxen ex Br.-Bl., 1949

- Ordine: Scorzonero villosae-chrysopogonetalia grylli Horvatić & Horvat in Horvatić, 1963

- Alleanza: Hypochoeridion maculatae Horvatic ex Terzi, 2011

Descrizione: l'alleanza Hypochoeridion maculatae è relativa alle praterie perenni mesofile che si sviluppano su substrati carbonatici con livelli di umidità maggiore rispetto ad altre alleanze vicine. I macroclimi interessati sono da quello temperato al piano bioclimatico supratemperato inferiore (sotto i 1.200 m s.l.m. - zona delle faggete termofile). La distribuzione di questa alleanza si estende per tutta la regione illirica. In Italia è tipica delle Prealpi (specialmente nel Veneto-Friuli). In assenza di utilizzazioni (sfalci o pascolo non intensivo) l'alleanza si evolve verso un rapido incespugliamento. 

Specie presenti nell'associazione: Rhinanthus freynii, Cirsium pannonicum, Dianthus carthusianorum subsp. sanguineus, Dorycnium herbaceum, Ferulago galbanifera, Danthonia alpina, Thymus pulegioides, Prunella laciniata, Orchis ustulata, Medicago falcata, Ranunculus bulbosus, Ononis spinosa, Aster linosyris, Agrostis tenuis, Carex montana, Trifolium rubens, Genista tinctoria, Avenula praeusta, Crocus vernus subsp. albiflorus, Cirsium pannonicum, Traunsteinera globosa, Genziana cruciata, Hypochoeris maculata, Serapias vomeracea, Onobrychis arenaria subsp. arenaria, Linum viscosum, Campanula glomerata

## Tassonomia
La famiglia di appartenenza della specie (Lamiaceae), molto numerosa con circa 250 generi e quasi 7000 specie, ha il principale centro di differenziazione nel bacino del Mediterraneo e sono piante per lo più xerofile (in Brasile sono presenti anche specie arboree). Per la presenza di sostanze aromatiche, molte specie di questa famiglia sono usate in cucina come condimento, in profumeria, liquoreria e farmacia. La famiglia è suddivisa in 7 sottofamiglie; il genere Prunella è descritto all'interno della sottotribù Prunellinae appartenente alla sottofamiglia Nepetoideae (tribù Mentheae).

Il numero cromosomico di P. grandiflora è: 2n = 28.

### Sottospecie
Per questa specie è riconosciuta (ma non da tutte le checklist) come valida la seguente sottospecie (non presente in Italia):
- Prunella grandiflora subsp. pyrenaica (Gren. & Godr.) A. Bolòs & O. Bolòs, 1950 - Distribuzione: Penisola Iberica e Francia.[23]

### Ibridi
Da questa pianta facilmente si possono formare ibridi quando specie diverse crescono assieme (da alcuni autori questi ibridi sono considerate varietà):
- Prunella × surrecta Dumort., 1827[24]: è un ibrido con la specie Prunella vulgaris L. (ha le dimensioni intermedie tra le due specie).(Nella "Flora d'Italia" di Sandro Pignatti questo ibrido è chiamato P. x spuria Stapf.)
- Prunella × bicolor Beck, 1883[25]: è un ibrido con la specie Prunella laciniata (L.) L..

### Sinonimi
Questa entità ha avuto nel tempo diverse nomenclature. L'elenco seguente indica alcuni tra i sinonimi più frequenti:
- Prunella alpina Timb.-Lagr.
- Prunella grandiflora  (L.) Jacq.
- Prunella grandiflora var. alpina  Nyman
- Prunella grandiflora var. hastifolia  (Brot.) Nyman
- Prunella grandiflora var. incisa  Lej. & Courtois
- Prunella hastata  Spreng.
- Prunella hastifolia  Brot.
- Prunella pyrenaica  (Gren. & Godr.) Philippe
- Prunella speciosa  Wender.
- Prunella tournefortii  Timb.-Lagr.
- Prunella transsilvanica  Schur
- Prunella vulgaris var. grandiflora  L.

### Specie simili
La prunella delle Alpi può essere confusa con la Prunella vulgaris. Per distinguere le due specie verificare nella "vulgaris" la presenta di due brattee reniformi alla base dell'infiorescenza; inoltre la "vulgaris" ha delle dimensioni lievemente minori.

## Altre notizie
La prunella a fiori grandi in altre lingue è chiamata nei seguenti modi:
- (DE)  Große Brunelle
- (FR)  Brunelle à grandes fleurs
- (EN)  Large-flowered Self-heal